# Antilocapridae
Antilocapridae é uma famíla de ungulados artiodáctilos nativos da América do Norte. A única espécie extante de Antilocapridae é o antilocapra (Antilocapra americana) e um dos animais mais rápidos do mundo, com velocidades que atingem até 100 km/h. As outras espécies da família estão todas extintas.
O antilocapra macho pesa entre 45 e 60 kg, sendo a fêmea menor com 35 a 45 kg. Os machos possuem um par de chifres com cerca de 30 cm de comprimento, estruturados em torno de uma base óssea e forrados com uma substância pilosa que é renovada anualmente. Algumas fêmeas têm também chifres, sempre menores e mais rectilíneos que os dos machos. A coloração é de cor castanha dourada, com barriga, zona da cauda e queixo brancos. O antilocapra tem também duas riscas horizontais de cor branca na garganta. Os machos apresentam uma crina castanha e uma mascara mais escura em torno dos olhos. As crias de cor acinzentada nascem com 2 a 4 kg de peso.

## Evolução
Os antilocaprídeos evoluíram na América do Norte, onde preencheram um nicho semelhante ao dos bovídeos que evoluíram no Velho Mundo. Durante o Mioceno e o Plioceno, eles eram um grupo diversificado e bem sucedido, com muitas espécies diferentes. Alguns tinham chifres com formas bizarras, ou tinha quatro, ou até seis, chifres. Exemplos incluem Osbornoceros, com suaves e chifres ligeiramente curvados, Paracosoryx, com chifres achatados,Ramoceros, com chifres em forma de leque, e Hayoceros, com quatro chifres.

## Classificação
- Subfamilia Merycodontinae
  - Género †Cosoryx
    - †Cosoryx agilis
    - †Cosoryx cerroensis
    - †Cosoryx furcatus
    - †Cosoryx ilfonensis
    - †Cosoryx trilateralis

  - Género †Meryceros
    - †Meryceros crucensis
    - †Merycerus crucianus
    - †Meryceros hookwayi
    - †Meryceros joraki
    - †Meryceros major
    - †Meryceros nenzelensis
    - †Meryceros warreni

  - Género †Merycodus
    - †Merycodus furcatus
    - †Merycodus grandis
    - †Merycodus necatus
    - †Merycodus prodromus
    - †Merycodus sabulonis

  - Género †Paracosoryx
    - †Paracosoryx alticornis
    - †Paracosoryx burgensis
    - †Paracosoryx dawesensis
    - †Paracosoryx furlongi
    - †Paracosoryx loxoceros
    - †Paracosoryx nevadensis
    - †Paracosoryx wilsoni

  - Género †Ramoceros
    - †Ramoceros brevicornis
    - †Ramoceros coronatus
    - †Ramoceros marthae
    - †Ramoceros merriami
    - †Ramoceros osborni
    - †Ramoceros palmatus
    - †Ramoceros ramosus

  - Género †Submeryceros
    - †Submeryceros crucianus
    - †Submeryceros minimus
    - †Submeryceros minor
- Subfamilia Antilocaprinae
  - Tribu †Proantilocaprini
    - Género †Proantilocapra
      - †Proantilocapra platycornea

    - Género †Osbornoceros
      - †Osbornoceros osborni

  - Tribu †Ilingoceratini
    - Género †Ilingoceros
      - †Ilingoceros alexandrae
      - †Ilingoceros schizoceros

    - Género †Ottoceros
      - †Ottoceros peacevalleyensis

    - Género †Plioceros
      - †Plioceros blicki
      - †Plioceros dehlini
      - †Plioceros floblairi

    - Género †Sphenophalos
      - †Sphenophalos garciae
      - †Sphenophalos middleswarti
      - †Sphenophalos nevadanus

  - Tribu †Stockoceratini
    - Género †Capromeryx
      - †Capromeryx arizonensis
      - †Capromeryx furcifer
      - †Capromeryx gidleyi
      - †Capromeryx mexicanus
      - †Capromeryx minor
      - †Capromeryx tauntonensis

    - Género †Ceratomeryx
      - †Ceratomeryx prenticei

    - Género †Hayoceros
      - †Hayoceros barbouri
      - †Hayoceros falkenbachi

    - Género †Hexameryx
      - †Hexameryx simpsoni

    - Género †Hexobelomeryx
      - †Hexobelomeryx fricki
      - †Hexobelomeryx simpsoni

    - Género †Stockoceros
      - †Stockoceros conklingi
      - †Stockoceros onusrosagris

    - Género †Tetrameryx
      - †Tetrameryx irvingtonensis
      - †Tetrameryx knoxensis
      - †Tetrameryx mooseri
      - †Tetrameryx shuleri
      - †Tetrameryx tacubayensis

  - Tribu Antilocaprini
    - Género Antilocapra
      - Antilocapra americana
        - Antilocapra americana americana
        - Antilocapra americana mexicana
        - Antilocapra americana peninsularis
        - Antilocapra americana sonoriensis
        - Antilocapra maquinensis

    - Gênero Rangifer
      - Rena (Rangifer tarandus)

    - Género †Texoceros
      - †Texoceros altidens
      - †Texoceros edensis
      - †Texoceros guymonensis
      - †Texoceros minorei
      - †Texoceros texanus
      - †Texoceros vaughani